# 大河站
大河站位於山东省泰安市泰山区，於1942年开始建设，隶属中国铁路济南局集团管辖。途径的线路为京沪铁路（離北京站562公里，離上海站901公里）。

## 历史
- 1907年，德国人计划津浦铁路通过大河地区。[1]
- 1942年（一说1937年[2]），日本占领军在火楼村、大花桥碉堡附近建立大河站。[3]
- 1945年，抗战胜利，国民政府收回对车站及铁路主权。
- 中华人民共和国时期，大河站开通往泰安站和肥城站的列车。
- 改革开放后，途径车次逐渐取消。
- 2006年，完成电气化，站区建立隔离墙施行封闭保护，目前仅供维护机车、编组使用，不办理对公众的客货运输或乘降业务。[4]

## 周边
- 二十里埠村（旧称火楼村）
- 大河水库（天平湖）
- 大河湿地公园